# Translativus
Translativus – przypadek w językach aglutynacyjnych i fleksyjnych oznaczający zmianę stanu. Występuje w językach ugrofińskich, zwłaszcza węgierskim, estońskim i fińskim.

## Język fiński
Końcówką translativu w języku fińskim jest -ksi. Końcówka przyjmowana jest niezależnie od liczby. Wymianę stóp stosuje się odpowiednio.
Bardzo często występuje z czasownikiem tulla w znaczeniu "stać się".
- Puola (język polski) - puolaksi (w polski, po polsku): Sano se puolaksi (powiedz to po polsku)
- Hän tuli opettajaksi - on został nauczycielem.

Występuje w zakończeniach niektórych przysłówków, np.: anteeksi (przepraszam), tarpeeksi (dosyć), loppujen lopuksi (koniec końców)